# Niebla robusta
Niebla robusta är en lavart som först beskrevs av Howe, och fick sitt nu gällande namn av Rundel & Bowler. Niebla robusta ingår i släktet Niebla och familjen Ramalinaceae.   Inga underarter finns listade i Catalogue of Life.